# Afrikas Fußballer des Jahres
Von 1970 bis 1994 kürte die Zeitschrift France Football neben Europas Fußballer des Jahres auch Afrikas Fußballer des Jahres. Seit 1992 wählt auch der afrikanische Fußballverband CAF einen Fußballer des Jahres.
1998 wurde in einem mehrstufigen Umfrage-Verfahren durch die IFFHS außerdem Afrikas Fußballer des Jahrhunderts ermittelt und bei der World Football Gala 1999 geehrt. Anlässlich des anstehenden 50-jährigen Jubiläums ihrer Gründung führte die CAF 2006 zudem eine Online-Umfrage durch, mit welcher der Beste afrikanische Spieler der letzten 50 Jahre (1957–2007) gesucht wurde.
Seit Ende der 1980er Jahre haben ausschließlich in Europa tätige Spieler die Auszeichnung Afrikas Fußballer des Jahres erhalten. Rekordtitelträger sind mit jeweils vier Auszeichnungen Samuel Eto’o aus Kamerun und Yaya Touré von der Elfenbeinküste. George Weah gelang es 1995, neben dem Titel Afrikas Fußballer des Jahres auch mit dem Ballon d’Or als „Europas Fußballer des Jahres“ (offen für alle in Europa tätigen Spieler) ausgezeichnet und zum FIFA-Weltfußballer des Jahres gewählt zu werden.
Die Verleihung der Würde durch die CAF geriet 2008 in die Schlagzeilen, als Didier Drogba die Ehrung vorenthalten wurde, da er wegen der Teilnahme seiner Mannschaft am Afrika-Cup 2008 seine Teilnahme an der Preisverleihung abgesagt hatte. Der geehrte Frédéric Kanouté erhielt demnach den Titel, da er bei der Verleihung anwesend war, da seine Nationalmannschaft bei der Afrikameisterschaft bereits ausgeschieden war.

## France Football
| Jahr | Spieler            | Klub(s)                             |
| ---- | ------------------ | ----------------------------------- |
| 1970 | Salif Keïta        | AS Saint-Étienne                    |
| 1971 | Ibrahim Sunday     | Asante Kotoko SC                    |
| 1972 | Chérif Souleymane  | Hafia FC                            |
| 1973 | Tshimimu Bwanga    | TP Mazembe                          |
| 1974 | Paul Moukila       | CARA Brazzaville                    |
| 1975 | Ahmed Faras        | Chabab Mohammédia                   |
| 1976 | Roger Milla        | Tonnerre Yaoundé                    |
| 1977 | Tarak Dhiab        | Espérance Tunis                     |
| 1978 | Abdul Razak        | Asante Kotoko SC                    |
| 1979 | Thomas N’Kono      | Canon Yaoundé                       |
| 1980 | Jean Manga-Onguéné | Canon Yaoundé                       |
| 1981 | Lakhdar Belloumi   | GC Mascara                          |
| 1982 | Thomas N’Kono      | Canon Yaoundé                       |
| 1983 | Mahmoud El-Khatib  | Al Ahly Kairo                       |
| 1984 | Théophile Abega    | Canon Yaoundé, FC Toulouse          |
| 1985 | Mohammed Timoumi   | FAR Rabat                           |
| 1986 | Badou Zaki         | WAC Casablanca, RCD Mallorca        |
| 1987 | Rabah Madjer       | FC Porto                            |
| 1988 | Kalusha Bwalya     | Cercle Brügge, PSV Eindhoven        |
| 1989 | George Weah        | AS Monaco                           |
| 1990 | Roger Milla        | vereinslos                          |
| 1991 | Abédi Pelé         | Olympique Marseille                 |
| 1992 | Abédi Pelé         | Olympique Marseille                 |
| 1993 | Abédi Pelé         | Olympique Marseille, Olympique Lyon |
| 1994 | George Weah        | Paris Saint-Germain                 |

## CAF
| Jahr | Spieler                   | Klub(s)                          | Zweiter                     | Dritter                   |
| ---- | ------------------------- | -------------------------------- | --------------------------- | ------------------------- |
| 1993 | Rashidi Yekini            | Vitória Setúbal                  | ?                           | ?                         |
| 1994 | Emmanuel Amuneke          | Al Zamalek SC, Sporting Lissabon | George Weah, Rashidi Yekini | –––                       |
| 1995 | George Weah               | Paris Saint-Germain, AC Mailand  | ?                           | ?                         |
| 1996 | Nwankwo Kanu              | Inter Mailand, Ajax Amsterdam    | George Weah                 | Daniel Amokachi           |
| 1997 | Victor Ikpeba             | AS Monaco                        | Japhet N’Doram              | Taribo West               |
| 1998 | Mustapha Hadji            | Deportivo La Coruña              | Jay-Jay Okocha              | Sunday Oliseh             |
| 1999 | Nwankwo Kanu              | FC Arsenal                       | Samuel Kuffour              | Ibrahima Bakayoko         |
| 2000 | Patrick M’Boma            | Cagliari Calcio, AC Parma        | Lauren Etame Mayer          | Samuel Eto’o              |
| 2001 | El Hadji Diouf            | RC Lens                          | Samuel Kuffour              | Samuel Eto’o              |
| 2002 | El Hadji Diouf            | RC Lens, FC Liverpool            | Papa Bouba Diop             | Ahmed Hossam              |
| 2003 | Samuel Eto’o              | RCD Mallorca                     | Jay-Jay Okocha              | Didier Drogba             |
| 2004 | Samuel Eto’o              | RCD Mallorca, FC Barcelona       | Didier Drogba               | Jay-Jay Okocha            |
| 2005 | Samuel Eto’o              | FC Barcelona                     | Didier Drogba               | Michael Essien            |
| 2006 | Didier Drogba             | FC Chelsea                       | Samuel Eto’o                | Michael Essien            |
| 2007 | Frédéric Kanouté          | FC Sevilla                       | Michael Essien              | Didier Drogba             |
| 2008 | Emmanuel Adebayor         | FC Arsenal                       | Mohamed Abo Treka           | Michael Essien            |
| 2009 | Didier Drogba             | FC Chelsea                       | Samuel Eto’o                | Michael Essien            |
| 2010 | Samuel Eto’o              | Inter Mailand                    | Asamoah Gyan                | Didier Drogba             |
| 2011 | Yaya Touré                | Manchester City                  | André Ayew                  | Seydou Keita              |
| 2012 | Yaya Touré                | Manchester City                  | Didier Drogba               | Alex Song                 |
| 2013 | Yaya Touré                | Manchester City                  | John Obi Mikel              | Didier Drogba             |
| 2014 | Yaya Touré                | Manchester City                  | Pierre-Emerick Aubameyang   | Vincent Enyeama           |
| 2015 | Pierre-Emerick Aubameyang | Borussia Dortmund                | Yaya Touré                  | André Ayew                |
| 2016 | Riyad Mahrez              | Leicester City                   | Pierre-Emerick Aubameyang   | Sadio Mané                |
| 2017 | Mohamed Salah             | FC Liverpool                     | Sadio Mané                  | Pierre-Emerick Aubameyang |
| 2018 | Mohamed Salah             | FC Liverpool                     | Sadio Mané                  | Pierre-Emerick Aubameyang |
| 2019 | Sadio Mané                | FC Liverpool                     | Mohamed Salah               | Riyad Mahrez              |
| 2020 | nicht vergeben            | nicht vergeben                   | nicht vergeben              | nicht vergeben            |
| 2021 | nicht vergeben            | nicht vergeben                   | nicht vergeben              | nicht vergeben            |
| 2022 | Sadio Mané                | FC Liverpool, FC Bayern München  | Mohamed Salah               | Édouard Mendy             |
| 2023 | Victor Osimhen            | SSC Neapel                       | Mohamed Salah               | Achraf Hakimi             |
| 2024 | Ademola Lookman           | Atalanta Bergamo                 | Serhou Guirassy             | Achraf Hakimi             |

## Ranglisten
| Rang | Spieler        | Titel |
| ---- | -------------- | ----- |
| 1    | Samuel Eto’o   | 4     |
|      | Yaya Touré     | 4     |
| 3    | Abédi Pelé     | 3     |
|      | George Weah    | 3     |
| 5    | Didier Drogba  | 2     |
|      | El Hadji Diouf | 2     |
|      | Roger Milla    | 2     |
|      | Thomas N’Kono  | 2     |
|      | Mohamed Salah  | 2     |
|      | Sadio Mané     | 2     |

| Rang | Land           | Titel |
| ---- | -------------- | ----- |
| 1    | Kamerun        | 11    |
| 2    | Elfenbeinküste | 6     |
| 3    | Ghana          | 5     |
|      | Nigeria        | 5     |
| 5    | Marokko        | 4     |
|      | Senegal        | 4     |
| 7    | Ägypten        | 3     |
|      | Algerien       | 3     |
|      | Liberia        | 3     |
| 10   | Guinea         | 2     |
|      | Mali           | 2     |
| 12   | Gabun          | 1     |
|      | Republik Kongo | 1     |
|      | Sambia         | 1     |
|      | Togo           | 1     |
|      | Tunesien       | 1     |
|      | Zaire          | 1     |

## Afrikas Fußballer des Jahrhunderts (1998)
| Rang | Name                | Punkte |
| ---- | ------------------- | ------ |
| 1    | George Weah         | 95     |
| 2    | Roger Milla         | 77     |
| 3    | Abédi Pelé          | 72     |
| 4    | Lakhdar Belloumi    | 56     |
| 5    | Rabah Madjer        | 51     |
| 6    | Théophile Abega     | 39     |
| 7    | Laurent Pokou       | 38     |
| 8    | François Omam-Biyik | 37     |
| 9    | Ahmed Faras         | 35     |
| 10   | Finidi George       | 32     |

| Rang | Name                | Punkte |
| ---- | ------------------- | ------ |
| 1    | Joseph-Antoine Bell | 39     |
| 2    | Thomas N’Kono       | 30     |
| 3    | Sadok Attouga       | 26     |
| 4    | Badou Zaki          | 24     |
| 5    | / Mwamba Kazadi     | 19     |
| 6    | Jacques Songo’o     | 13     |
| 7    | Bruce Grobbelaar    | 11     |
| 8    | Ahmed Shoubeir      | 10     |
| 9    | Alain Gouaméné      | 9      |
| 10   | Peter Rufai         | 6      |

## Bester afrikanischer Spieler der letzten 50 Jahre (2007)
| Rang | Name              | Stimmen |
| ---- | ----------------- | ------- |
| 1    | Roger Milla       | 2246    |
| 2    | Mahmoud El-Khatib | 2165    |
| 3    | Hossam Hassam     | 2011    |
| 4    | Samuel Eto’o      | 1840    |
| 5    | Abédi Pelé        | 1783    |
| 6    | George Weah       | 1604    |
| 7    | Didier Drogba     | 1467    |
| 8    | Nwankwo Kanu      | 1209    |
| 9    | Rabah Madjer      | 1176    |
| 10   | Kalusha Bwalya    | 1073    |